# Französische Straße
La Französische Straße (rue Française) est une rue du centre historique de Berlin-Mitte en Allemagne.

## Situation et accès
Cette voie qui s'étend d'est en ouest sur 900 mètres, relie la Hannah-Ahrendt-Straße au Werderscher Markt qui forme la Rathausstraße à l'île de la Sprée. 

## Toponymie
La « Französische Straße » tire son nom des huguenots français qui se sont réfugiés dans la ville à la fin du XVIIe siècle. Après la révocation de l'édit de Nantes en 1685, de nombreux protestants français (huguenots) fuient les persécutions religieuses et trouvent refuge à Berlin grâce à l'édit de Potsdam promulgué par le Grand Électeur Frédéric-Guillaume de Brandebourg. Ils construisirent l'église française voisine de Friedrichstadt (Französische Friedrichstadtkirche) au Gendarmenmarkt.

## Historique
La rue a été percée à la fin du XVIIe siècle et a reçu son nom actuel en 1706, mais elle était autrefois beaucoup plus courte et se terminait à l'est à l'emplacement du siège de la première chambre de la chambre des seigneurs de Prusse, installée ici en 1849. Le bâtiment est détruit par un incendie en 1851 et une fois les ruines enlevées, la rue est prolongée jusqu'à l'Oberwallstraße. Cette rue et les rues voisines de la Mauerstraße, de la Jägerstraße, de la Friedrichstraße et de la Charlottenstraße se hérissent de barricades pendant la Révolution de Mars 1848.
Cette rue se trouve dans la zone d'occupation soviétique de Berlin après la Seconde Guerre mondiale. Les autorités de la République démocratique allemande font reconstruire, à la place des anciens bâtiments détruits pendant la guerre, de nouveaux bâtiments, surtout dans les années 1980.

## Bâtiments remarquables et lieux de mémoire
Parmi les édifices remarquables dont certains sont classés, l'on peut distinguer:
- Nouveau bâtiment des Galeries Lafayette de Berlin, à l'angle de la Friedrichstraße, construit par Jean Nouvel
- nos 9-12, ancienne Poste principale, construite en 1908-1912 en style baroque hollandais
- nos 13-14, immeuble d'habitations et de magasins (vers 1880)
- no 24, immeuble d'habitations et de magasins (vers 1895)
- no 32, lieu d'une révolte de marins menés par Gustav Noske en mars 1919 (plaque posée en 1954)
- nos 1-17 et 63-68, anciens bâtiments de la Deutsche Bank qui abritèrent ensuite le ministère de l'Intérieur de la RDA (construits de 1872 à 1922 et réaménagés par la suite)
- nos 35-39, siège de la Dresdner Bank (1887-1923)[2]
- nos 42-44, ancien siège de la Berliner Handelsgesellschaft, construit en 1897-1900 selon les plans d'Alfred Messel
- no 47, immeuble d'habitation construit en 1895 en style néo-baroque qui abrite le fameux restaurant Borchardt, à l'emplacement de l'ancien magasin de gastronomie de luxe F. W. Borchardt, célèbre de la fin du XIXe siècle jusqu'à la Seconde Guerre mondiale. L'architecte est Carl Gause. Immeuble classé.

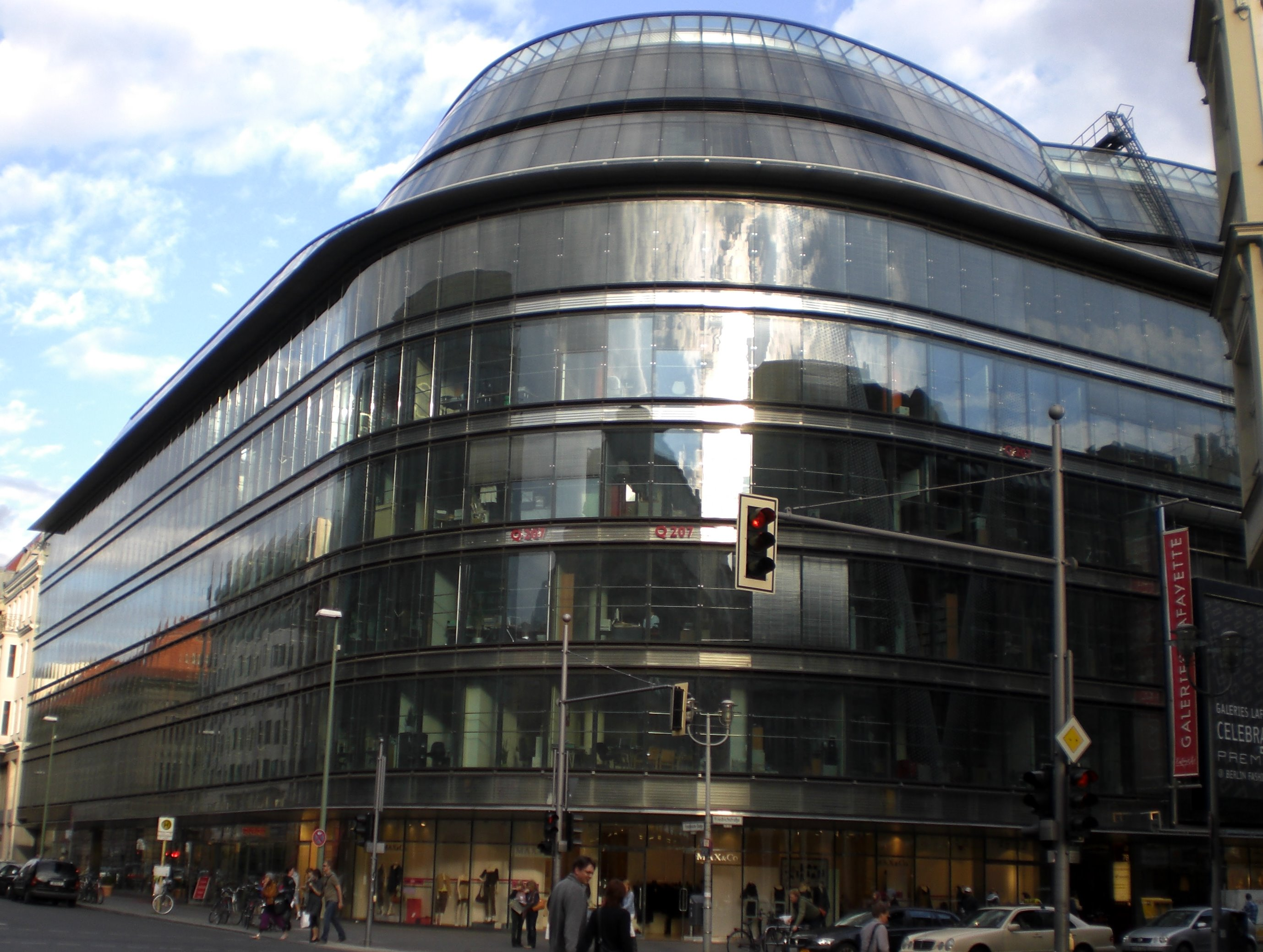
Façade des Galeries Lafayette de Berlin à l'angle de la Friedrichstraße.
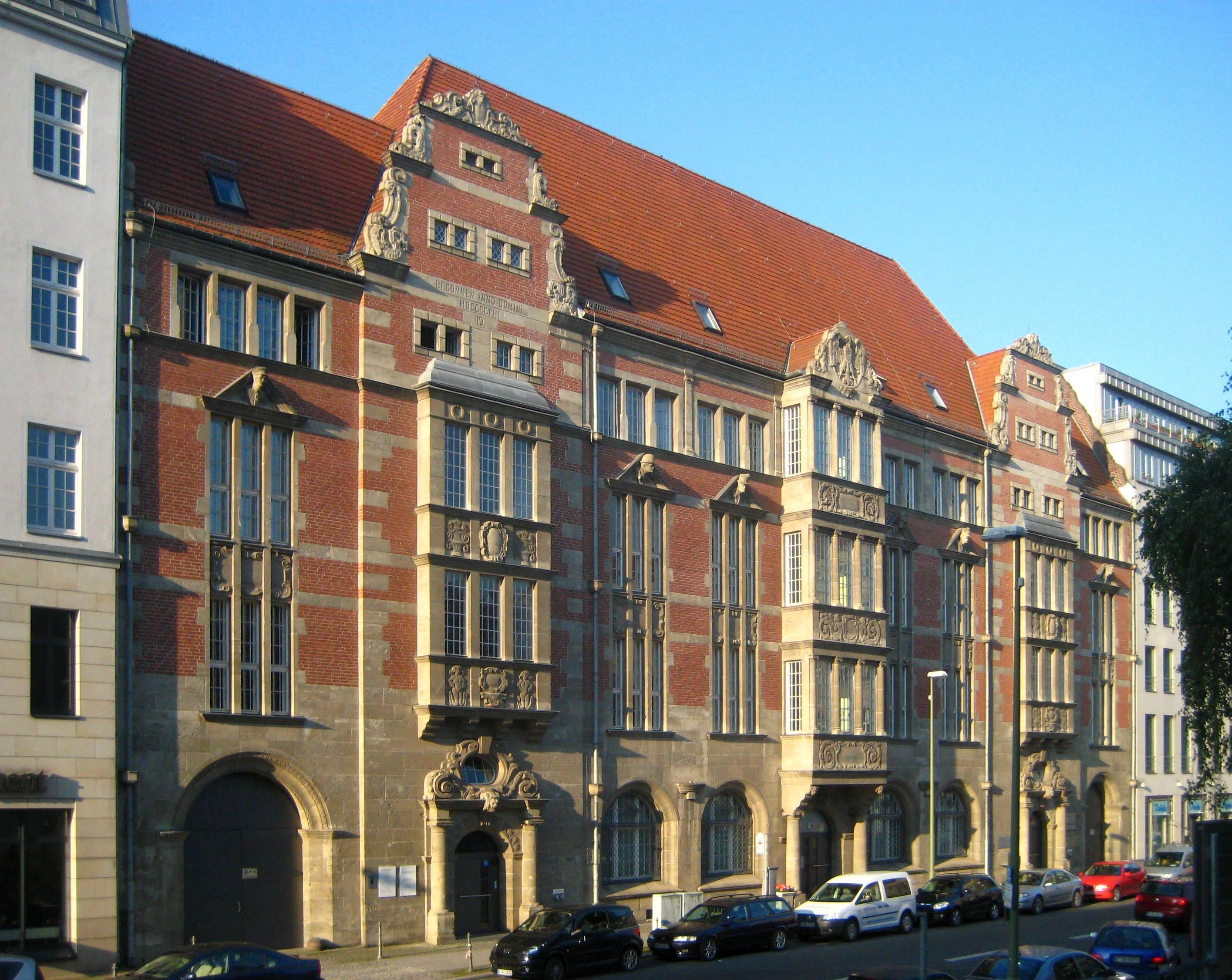
Façade de l'ancienne Poste principale de Berlin W8.
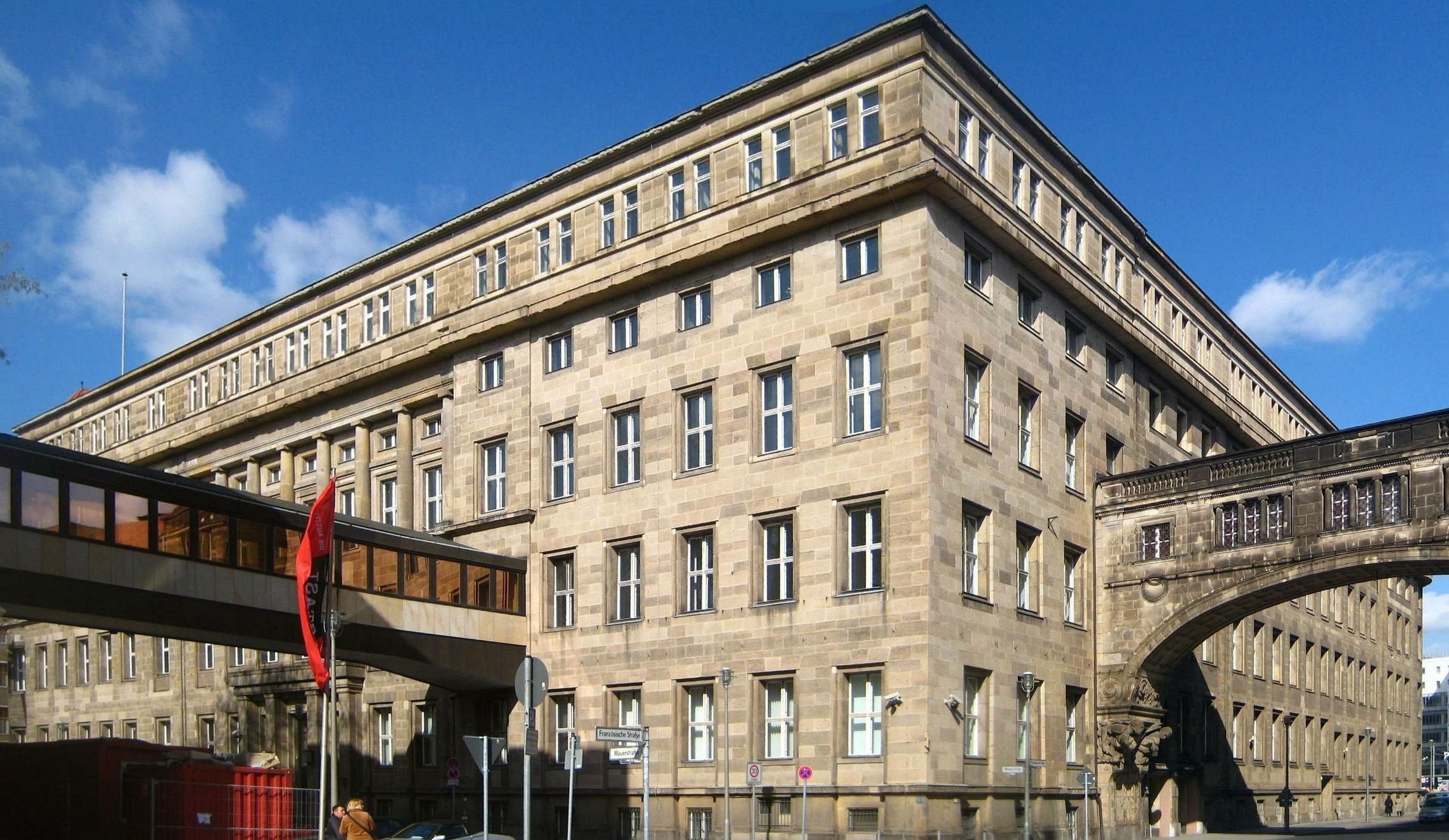
Bloc I de l'ancienne Deutsche Bank devenue ministère de l'Intérieur du temps de la RDA, au coin de la Mauerstraße et de la Französische Straße.
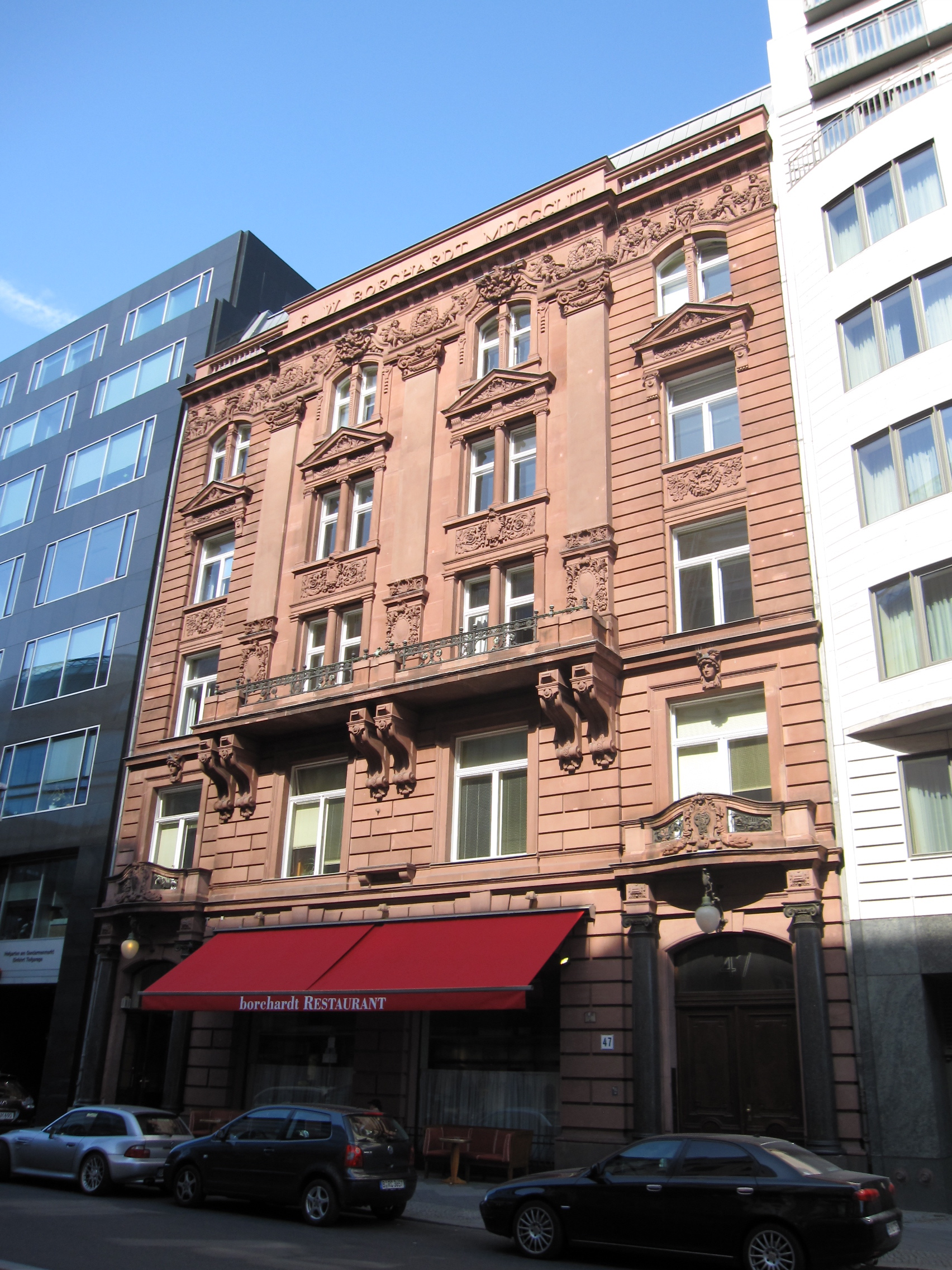
Façade du numéro 47 avec le restaurant bochardt; à l'époque de Berlin-Est, c'était le Café Praha.